# Presbyter Kosma

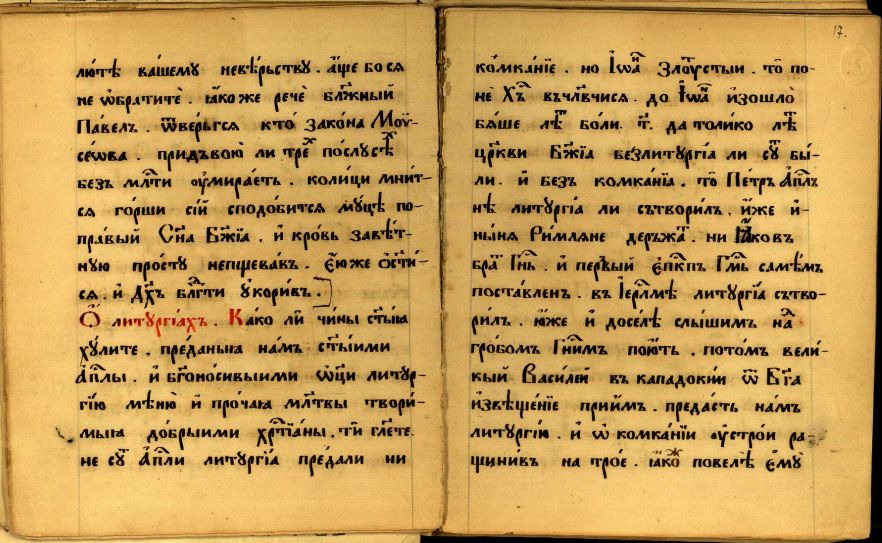
Werk Presbyter Kosmas

Presbyter Kosma (bulgarisch Презвитер Козма) war ein bulgarischer Schriftsteller. Er lebte in der zweiten Hälfte des 10. Jahrhunderts.
Er verfasste die Streitschrift Beseda protiv Bogomilete, in der er sich gegen die Lehren der Bogomilen wandte. Sein Werk gilt als wichtige historische Quelle.